# Bulldozer (Marvel Comics)
Bulldozer (en español: Excavadora) es el nombre de dos personajes que aparecen en los cómics estadounidenses publicados por Marvel Comics.
Un actor desconocido interpreta a Bulldozer en la serie de televisión She-Hulk: Attorney at Law (2022).

## Biografía del personaje ficticio

### Henry Camp
Nació en Topeka, Kansas. Era Sargento Mayor en el Ejército de Estados Unidos antes de ser licenciado con deshonor. Poco después entró en una vida de crimen y fue capturado más tarde y enviado a la prisión de la Isla Ryker. Luego se convirtió en compañero de celda con Dirk Garthwaite, también conocido como El Demoledor. 
Garthwaite, junto con Camp y otros dos reclusos en la prisión de la Isla Ryker, el Dr. Eliot Franklin y Brian Phillip Calusky, hicieron una fuga exitosa y lograron ubicar su palanca. Dispuesto a compartir su poder con sus aliados, El Destructor hizo que los tres otros reclusos se le unieran en mantener la palanca levantada durante una tormenta eléctrica. Un rayo cayó sobre la palanca, mágicamente distribuyendo la fuerza encantada otorgada al Demoledor entre los cuatro. Los tres aliados del Demoledor adoptaron luego trajes y alias también: Franklin se convirtió en Bola de Trueno, Calusky se convirtió en Martinete, y Henry Camp se convirtió en Bulldozer, construyendo un casco de metal especial para la ocasión. Juntos, los cuatro criminales con fuerza sobrehumana fueron conocidos como La Brigada de Demolición, que eran liderados por El Destructor mismo. La Brigada de Demolición salió de la cárcel, y lucharon contra los Defensores mientras intentaban localizar la Bomba Gamma.
Con la Brigada de Demolición, Bulldozer después luchó contra el Capitán América y Puño de Hierro al tratar de atraer a Thor a la batalla. La Brigada de Demolición entonces luchó contra Thor. La Brigada de Demolición estaban entre los diversos criminales llevados al Mundo de Batalla del Todopoderoso, incluyendo una serie de criminales y superhéroes super-poderosos. Bulldozer tuvo la oportunidad de enfrentar a los Vengadores, la Patrulla X, los Cuatro Fantásticos, y otros superhéroes. Sin embargo, él y el resto de la Brigada fueron superados a fondo por Hulka en una ocasión. La Brigada de Demolición después luchó contra Spider-Man y Spider-Woman II. Junto con la Brigada de Demolición, Bulldozer después se unió a los cuartos Amos del Mal, que atacaron y tomaron la Mansión de los Vengadores. Bulldozer ayudó a derrotar al dios Hércules en combate, pero fue drenado de sus poderes sobrehumanos por Thor. Fue liberado de la cárcel por El Destructor, pero sin sus poderes sobrehumanos fue derrotado por Spider-Man y Spider-Woman. Con la Brigada de Demolición, Camp liberó a El Destructor, y a Ulik de prisión de la custodia policial. Él recuperó sus poderes, y luchó contra Hércules, Thor, Excalibur, Código Azul, y el Motorista Fantasma II. Sus poderes fueron drenados de nuevo por Loki.
Una de las derrotas más recientes de Bulldozer fue a manos del grupo conocido como los Runaways. Esto fue durante un raro robo al banco en Los Ángeles usualmente evitado por todos los supervillanos como Pride que controlaban esa zona por un tiempo.
A diferencia de Bola de Trueno, Bulldozer ha mantenido firme en su lealtad a El Destructor, y sólo se ha separado de La Brigada de Demolición a través de varios encarcelamientos en prisión.
Hood le ha contratado como parte de su organización criminal para aprovecharse de la división en la comunidad de superhéroes causada por el Acta de Registro de Superhumanos. Les ayuda a luchar contra los Nuevos Vengadores pero es derrotado por el Doctor Extraño. Bulldozer más tarde ayuda a Hood en la lucha contra los Skrulls. Él se une a la pandilla de Hood en un ataque a los Nuevos Vengadores, que esperaban a los Vengadores Oscuros.
Se mencionó que Bulldozer murió por una causa desconocida y su hija Marci se convierte en la nueva Bulldozer.
Durante la historia de los Vengadores: ¡Standoff!, Bulldozer apareció vivo como uno de los internos de Pleasant Hill, una comunidad cerrada establecida por S.H.I.E.L.D.
Durante el arco de "Búsqueda de Tony Stark", Bulldozer y la Brigada de Demolición vuelven a unirse a la pandilla de Hood mientras atacan el Castillo Doom. Bulldozer es derrotado por Doctor Doom en su armadura de Iron Man.

### Marci Camp
Marci Camp es la hija de Henry Camp. Después de que su padre murió por una causa desconocida, Marci se convirtió en el nuevo Bulldozer. Como el nuevo Bulldozer, Marci se une a los Cuatro Terribles del Mago donde atacaron a los Cuatro Fantásticos en Times Square bajo las órdenes de un misterioso benefactor. Marci Camp y el resto de los Cuatro Terribles son derrotados por los Cuatro Fantásticos y son arrestados por S.H.I.E.L.D.

## Poderes y habilidades
Debido a la exposición de la magia asgardiana en la palanca de El Destructor, Bulldozer posee fuerza sobrehumana y un alto grado de impermeabilidad al daño. Puede soportar grandes cantidades de fuerza de conmoción, y es virtualmente a prueba de balas. El poder de Bulldozer aumentó todo su cuerpo, fortaleciendo sus huesos, músculos y carne. Debido a su talento particular (dar cabezazos y embestir), tiene más fuerza en el cuello, hombros y piernas que los otros miembros de la Brigada de Demolición. Sus habilidades sobrehumanas son actualmente cuatro veces mayores que cuando compartió originalmente el poder de El Destructor, haciéndolo algo más fuerte que el masculino asgardiano promedio bien entrenado.
Bulldozer tiene un aparato de casco blindado especialmente hecho, en el cuello y el hombro que le da mayor protección e invulnerabilidad cuando embiste a un oponente. El casco parcialmente afecta a su campo de visión periférico. Parece haber utilizado varias versiones diferentes del casco, variando desde un sencillo casquete a algo parecido al yelmo de Juggernaut.
Bulldozer tiene entrenamiento básico del Ejército de EE. UU. en combate cuerpo a cuerpo, aunque ahora por lo general se basa en embestir con su cabeza cubierta con el casco.

## Otras versiones

### House of M: Masters of Evil
Bulldozer (junto con los otros miembros de la Brigada de Demolición) aparecen como miembros de los Amos del Mal Hood. Él es absorbido en el cuerpo de Mutador cuando los Amos del Mal invaden el país centroamericano de Santo Rico.

### Ultimate Bulldozer
Bulldozer trabaja desde hace algún tiempo como un empleado respetuoso de la ley de la firma de restauración llamada Control de Daños. Después de que la Brigada de Demolición ganan sus poderes, toman el Edificio Flatiron y toman rehenes. Princesa Poder derrota a la Brigada.

## En otros medios

### Televisión
- Bulldozer primero aparece en The Super Hero Squad Show episodio "Errar es de Superhumanos", con la voz de Roger Rose.[19]
- Bulldozer aparece en Los Vengadores: los héroes más poderosos de la Tierra, con la voz de James C. Mathis III.[20] En "Thor el Poderoso," Bulldozer ayuda a sus compañeros miembros de la Brigada de Demolición en atacar un embarque de dispositivos con destino a Industrias Stark sólo para ser derrotados por Thor.
- Bulldozer aparece en Ultimate Spider-Man de la primera temporada, episodio "Daños", con la voz de Kevin Michael Richardson.[20]
- Bulldozer aparece también en Avengers Assemble de la primera temporada aparece en el episodio 12 "Vengadores: Imposible" y en la segunda temporada en el episodio 12, "Destrezas", con la voz de Travis Willingham.[20]
- Bulldozer aparece también en la serie de Hulk and the Agents of S.M.A.S.H. de la primera temporada, episodio 11 "El encantador de Skaar" y en la segunda temporada en el episodio 12, "Prisioneros Inesperados", con la voz de Benjamin Diskin.[20]
- La encarnación de Bulldozer de Henry Camp aparece en el episodio de She-Hulk: Attorney at Law (2022), "The People vs. Emil Blonsky", interpretado por un actor no acreditado.[21] Esta versión lleva un casco asgardiano.

### Videojuegos
- Bulldozer (junto a sus compañeros miembros de la Brigada de Demolición) aparece en Marvel: Ultimate Alliance, con la voz de James Arnold Taylor. Él y la Brigada de Demolición son vistos custodiando las puertas al Puente Bifrost, donde tienen un diálogo especial con Luke Cage. También es un villano en el disco de simulación de Mister Fantástico que tiene lugar en el Mundo Asesino de Arcade.
- Bulldozer aparece como un jefe en el juego de Facebook Marvel: Avengers Alliance.

### Juguetes
- Bulldozer fue lanzado en un paquete de dos con Cosa en la cuarta ola de figuras Secret Wars de la línea Marvel Universe 3.75 de Hasbro".